# Церетели, Шалва Отарович
Шалва Отарович Церетели (1894, Сачхере — 15 ноября 1955, Тбилиси) — сотрудник советских спецслужб в 30-е и 40-е годы, генерал-лейтенант. Входил в состав особой тройки НКВД СССР. Специалист по похищениям и тайным убийствам.

## Начало карьеры
Потомок грузинского княжеского рода Церетели. Отец, сельский учитель, умер в 1896 году. Воспитан отчимом, машинистом. Есть сведения, что до 40 лет был полностью безграмотным, не умел читать и писать. В 1936 окончил в Тбилиси 1-ю показательную среднюю школу для взрослых. По одним сведениям с мая 1905 года по август 1910 года ремонтный рабочий службы пути станции Зестафони, с августа 1910 по июнь 1911 ученик в слесарных мастерских там же, с июня 1911 по июль 1913 рудокоп на марганцевой шахте в Чиатури. По другим сведениям, зарабатывал на жизнь вооруженными ограблениями. С июля 1913 по июнь 1914 жил в Коканде на иждивении отчима, готовился к поступлению в коммерческое училище.

### Первая мировая война
С июня по август 1914 рядовой 105 Оренбургского запасного батальона. С августа 1914 по июль 1915 года прапорщик 168-го Миргородского пехотного полка 9 корпуса на Австрийском фронте. С июля по декабрь 1915 — военнопленный в лагерях Австрии и Германии. С декабря 1915 по март 1916 прапорщик Грузинского легиона военнопленных в г. Самсуне (Турция).

### В органах госбезопасности
- В 1920 году в Кутаисской тюрьме познакомился с Л. П. Берией[4].
  - После установления в Грузии советской власти поступил на службу в грузинскую ЧК. Этот период отмечен вхождением в состав особой тройки, созданной по приказу НКВД СССР от 30.07.1937 № 00447[5] и активным участием в сталинских репрессиях[6].
- В 1938 был переведён на работу в Москву.
- С 1939 года начальник погранвойск Закавказья[7].
- С 15 августа 1941 1-й заместитель наркома внутренних дел Грузии[источник не указан 4832 дня].
- В 1946 году назначен заместителем министра государственной безопасности Грузии, оставаясь в должности начальника Управления погранвойск[7].

## Тайные задания
В записке Отдела административных органов ЦК КПСС от 20.06.66 приводятся следующие сведения о характере заданий, для которых Л. П. Берия считал возможным использовать Ш. О. Церетели:

… в августе 1953 г. Берия [на допросе] показал: «… до начала войны мною Церетели намечался на работу в специальную группу, которую возглавлял Судоплатов, для осуществления специальных заданий, то есть избиения, тайного изъятия лиц, подозрительных по своим связям и действиям. Так, например, имелось в виду применить такую меру, как уничтожение Литвинова, Капицы. В отношении режиссёра Каплера намечалось крепко избить его… В эту группу были привлечены мной особо доверенные лица».

Пример работы Ш. О. Церетели — тайное убийство посла (полномочного представителя) СССР в Китае И. Т. Бовкун-Луганца и его жены (8 июля 1939). В охраняемом НКВД спецвагоне по дороге из Москвы на курорт Цхалтубо Церетели убил посла молотком, а его жену задушил. Тела были вывезены в горы, где была инсценирована автокатастрофа. Похоронили посла в Тбилиси с государственными почестями.

## Конец карьеры
После ареста и казни Л. П. Берии в 1953 г. Шалва Церетели, находившийся к тому времени на пенсии, был также арестован и в 1955 г. расстрелян.

## Внешние источники
- Глава 8. Восхождение Лаврентия Берии // Дональд Рейфилд. Сталин и его подручные.
- Симон Монтефиоре. Сталин: двор красного монарха
- Новая газета об убийстве Бовкуна